# Edge (Wrestler)
Adam Joseph Copeland (* 30. Oktober 1973 in Orangeville, Ontario), bekannt unter seinem langjährigen Ringnamen Edge, ist ein kanadischer Wrestler und Schauspieler. Er stand ab 1998 bei  World Wrestling Entertainment (WWE) unter Vertrag und zählte dort zu den größten Stars der 2000er-Jahre. Mit sieben Regentschaften als World Heavyweight Champion und dem zwölfmaligen Gewinn der World Tag Team Championship ist er alleiniger Rekordhalter beider Titel. 2011 beendete er nach einer Verletzung seine Karriere, kehrte jedoch beim Royal Rumble 2020 zurück. 2012 wurde er in die WWE Hall of Fame eingeführt.
2023 wechselte er zu All Elite Wrestling (AEW), wo er als Cope auftritt.

## Wrestling-Karriere

### Anfänge
Nachdem Adam Copeland durch verschiedene Wrestlingschulen, wie das Sully’s Gym der kanadischen Wrestling-Promotion Apocalypse Wrestling Federation (AWF), und dadurch von Leuten wie Bret Hart, Ron Hutchison, Leo Burke und Sweet Daddy Sikki zum Wrestler ausgebildet worden war, startete er seine Profikarriere am 1. Juni 1993 in der AWF. Copeland sammelte in verschiedenen Independent-Ligen erste Wrestlingerfahrungen und formte bereits zu dieser Zeit mehrfach ein Tag-Team mit Jason Reso, mit dem er bereits seit seiner Jugend eng befreundet ist. Im Februar 1996 bestritt er unter dem Namen Damon Striker ein Match bei WCW Pro gegen Meng, unterlag diesem jedoch klar. Im Mai 1996 bestritt er als Jobber sein erstes Match in der WWE (damals WWF) bei einer House Show, in welchem er Bob Hollys eigentlichen Gegner ersetzte, unterlag jedoch auch hier klar. 1997 erhielt er bei WWE einen Entwicklungsvertrag und gab schließlich 1998 sein offizielles TV-Debüt unter seinem heutigen Ringnamen Edge. Zuvor wurde er in diversen Spots als mysteriöser, stummer Charakter vorgestellt, der keinen Kontakt zu anderen hat und scheinbar zufällig im Publikum auftaucht.

### World Wrestling Federation/Entertainment (1998–2023)

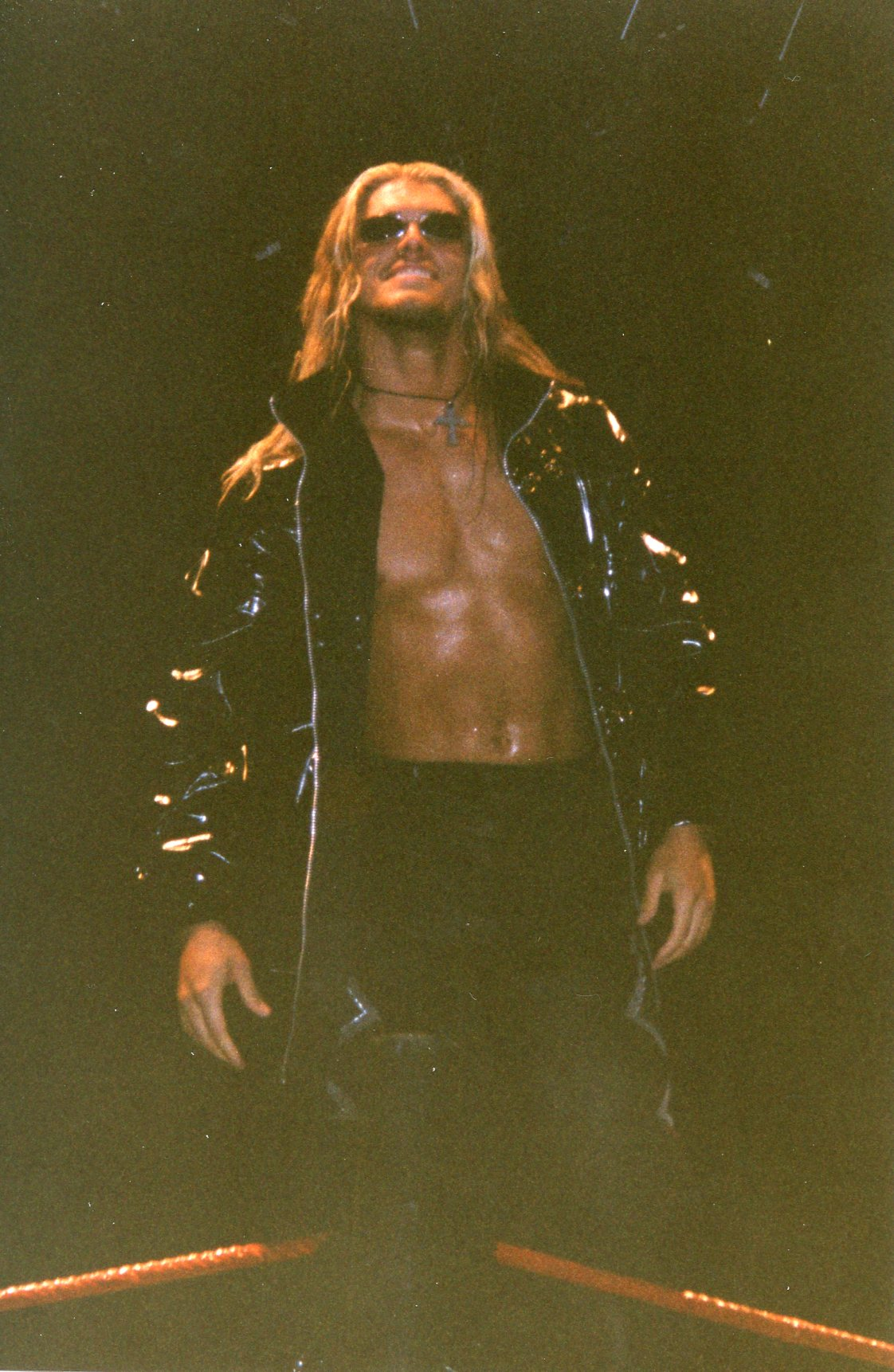
Edge im Jahr 1999

#### Tag Team mit Christian und verschiedene Fehden (1998–2005)
Edge bestritt sein erstes WWE Pay-per-View Match im August 1998 beim SummerSlam, bei welchem er als Überraschungs-Tag-Team-Partner von Sable vorgestellt wurde. Nachdem er eine Zeitlang solo unterwegs war, tat er sich mit Gangrel und seinem Bruder (lt. Storyline) Christian (Jason Reso) zum Heel-Stable The Brood, einer Modern Day Vampire-Gruppierung, zusammen. Im Juli 1999 gewann er die Intercontinental Championship von Jeff Jarrett bei einer House Show in seiner Heimat Toronto, Kanada, verlor diese jedoch bereits einen Tag später bei Fully Loaded 1999 wieder an diesen. Danach schlossen sich The Brood der Gruppe The Ministry Of Darkness an, welche vom Undertaker angeführt wurde, lösten sich jedoch kurze Zeit später wieder von dieser. In der Folge trennten sich Edge und Christian auch von Gangrel, womit sie wieder zu Babyfaces wurden. Bei No Mercy 1999 bestritten sie das erste Tag-Team Leiter-Match der WWF-Geschichte gegen die Hardy Boyz, welches zu einer in den darauffolgenden Jahren immer wieder aufkommenden Fehde führte, in welche später auch die Dudley Boyz involviert waren. Bei WrestleMania 2000 gewannen Edge & Christian schließlich das ebenfalls erste Triangle-Ladder Match der WWF-Geschichte gegen die Hardy Boyz und die Dudley Boyz und wurden damit zum ersten Mal WWE World Tag-Team Champions. Sie gewannen die Titel noch weitere sechs Mal, u. a. beim erneut ersten Tables-Ladders-Chairs-Match (ein Leiter-Match unter Einbeziehung von Klappstühlen und -Tischen) der WWF-Geschichte beim SummerSlam 2000 sowie beim Rückmatch derselben Art bei WrestleMania X7 im Jahr 2001, beide Male erneut gegen die Hardys und die Dudleys.
Im Juni 2001 gewann Copeland das King of the Ring-Turnier und besiegte im Finale den Vorjahressieger Kurt Angle, ebenfalls gewann er später erneut die Intercontinental Championship, womit man ihn wieder als Singles-Wrestler etablierte und die Trennung von Christian einleitete. Im Zuge der Invasion-Storyline im Jahr 2001, die dem Aufkauf der insolventen WCW durch WWE folgte, kam die Trennung schließlich zustande, womit Copeland wieder zum Babyface wurde. Er gewann die WCW US-Championship von Kurt Angle und vereinigte den Titel schließlich bei der Survivor Series 2001 mit einem Sieg über Test mit der WWE Intercontinental Championship, um welche er in der Folge wiederum mit William Regal fehdete, u. a. beim Royal Rumble 2002. Bei WrestleMania X8, später im selben Jahr, durfte er Booker T besiegen. Bei der anschließenden Draft Lottery im Zuge der Aufteilung des WWE-Kaders in zwei verschiedene Marken wurde Copeland zu SmackDown! geschickt und nahm dort seine Fehlde mit Kurt Angle wieder auf, welche er mit einem abschließenden Steel Cage-Match gewinnen durfte. Im Juli 2002 gewannen Copeland und Hulk Hogan zusammen die World Tag-Team Championship, verloren diese jedoch kurz darauf an Lance Storm und Christian. Im Finale des Turniers um die neu geschaffene WWE Tag-Team Championship, die exklusiv bei SmackDown! ausgekämpft wurde, unterlag er zusammen mit Rey Mysterio dem Team Kurt Angle & Chris Benoit. Das Match wurde vom Wrestling Observer Newsletter zum Match des Jahres gekürt. Später konnten beide die Titel von Benoit & Angle gewinnen, verloren sie jedoch kurz darauf an Los Guerreros (Eddie und Chavo Jr.). Anfang 2003 tat er sich mit seinem kanadischen Landsmann Chris Benoit zusammen und gewann mit ihm erneut die WWE Tag-Team Titel. Kurze Zeit später brach jedoch eine Nackenverletzung wieder auf, die er sich bei einem Sturz auf eine Leiter während eines Matches im Jahr 2002 zugezogen hatte und die ihn in der Folge für über ein Jahr aus dem aktiven Geschehen warf. Eine Verletzung, die im Jahr 2011 schließlich sogar für Copelands vorläufiges Karriereende sorgen sollte.
Im März 2004 feierte er seine Rückkehr mit einem Spear gegen RAW General Manager Eric Bischoff. Er erneuerte anschließend seine Partnerschaft mit Chris Benoit und gewann mit diesem erneut die World Tag-Team Championship. Nachdem sie den Titel an La Résistance verloren, konnte Copeland Randy Orton dessen Intercontinental Championship abnehmen und beim SummerSlam 2004 erfolgreich gegen Chris Jericho und Shawn Michaels verteidigen. Er musste den Titel jedoch später aufgrund einer erneuten Verletzung wieder abgeben. Nach seiner Rückkehr später im Jahr versuchten er und Chris Benoit erneut, die WWE Tag-Team Championship zu erringen, scheiterten jedoch. Dies führte zum Bruch des Teams und zu einem erneuten Heel-Turn Copelands, der Benoit nach dem verlorenen Match attackierte. Copeland wurde zudem in eine Fehde um die World Heavyweight Championship eingebunden, konnte diese jedoch nicht erringen. Bei der Survivor Series 2004 unterlag er zusammen mit Triple H, Snitsky und Batista dem gegnerischen Team bestehend aus Randy Orton, Chris Jericho, Chris Benoit & Maven in einem traditionellen Survivor Series-Ausscheidungsmatch, nachdem er von Orton eliminiert worden war. Beim Royal Rumble 2005 konnte er eine Fehde gegen Shawn Michaels für sich entscheiden, nachdem beide in einem WWE Elimination Chamber Match um die World Heavyweight Championship bei New Years Revolution 2005, in dem Michaels Gastringrichter war, aneinandergeraten waren.

#### Rated-R Superstarund Aufstieg in den Main Event (2005–2007)

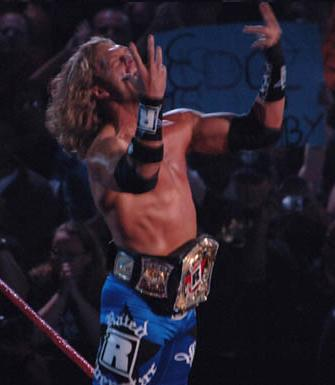
WWE Champion Edge mit seinem Rated-R Superstar Spinner Belt im Jahr 2006

Bei Wrestlemania 21 ließ man ihn das allererste „Money in the Bank“-Leiter-Match gewinnen, welches ihm laut Storyline ein garantiertes Titelmatch innerhalb eines Jahres sicherte.
2005 begann der bereits verheiratete Copeland eine (reale) Affäre mit der unter dem Ringnamen Lita bekannten WWE Diva Amy Dumas, die zu diesem Zeitpunkt noch mit ihrem Arbeitskollegen Matt Hardy liiert war. Dies wurde von Hardy, der bis zu diesem Zeitpunkt selbst gut mit Copeland befreundet war, an die Öffentlichkeit getragen. Lita, die seinerzeit eigentlich als Babyface unterwegs war, wurde daraufhin von den Fans, die sich mit Hardy solidarisch zeigten, lautstark ausgebuht, weshalb ihre Fehde mit Trish Stratus umgeschrieben und verkürzt werden musste. Hardy wurde daraufhin von WWE entlassen, da man das Veröffentlichen seiner privaten Angelegenheiten als geschäftsschädigend ansah. Er wurde jedoch aufgrund massiver Fanproteste kurze Zeit später wieder eingestellt, woraufhin WWE die Affäre zu einer Storyline machte. Copeland konnte die anschließende Fehde mit Hardy für sich entscheiden und wurde weiterhin konsequent in Richtung Main Event gepusht. Bei einer RAW-Show im Januar 2006 feierte Copeland seinen Titelgewinn mit einer Live Sex Celebration im Ring, bei der er und Dumas in einem im Ring aufgestellten Bett Geschlechtsverkehr simulierten. Dabei war für einen Augenblick Dumas’ nackte Brust zu sehen, was für einen kleinen Eklat sorgte. Mit diesem und anderen schlüprfigen Segmenten sowie diverser vulgärer Aussagen etablierte Copeland sein Gimmick als Rated-R-Superstar.
Am 8. Januar 2006 bei New Year’s Revolution ließ man Copeland seinen weiterhin geltenden Anspruch auf ein Titelmatch einlösen: Er durfte John Cena besiegen, der nach einer erfolgreichen Titelverteidigung im Elimination Chamber-Match schwer angeschlagen war, und somit zum ersten Mal in seiner Karriere WWE Champion werden. Er musste den Titel jedoch beim Rückkampf am 29. Januar 2006 bei der Royal Rumble Veranstaltung wieder an Cena abgeben. Copeland begann daraufhin eine Fehde mit Mick Foley, den er bei WrestleMania 22 in einem Hardcore-Match besiegen konnte. Am 3. Juli 2006 durfte Copeland gegen John Cena und Rob Van Dam abermals WWE Champion werden, musste den Titel am 17. September des Jahres in einem TLC-Match erneut an Cena abgeben.
Gegen Ende des Jahres formierte Copeland zusammen mit Randy Orton das Team Rated-RKO und startete eine Fehde gegen D-Generation X, bestehend aus Triple H und Shawn Michaels. Bei der Survivor Series 2006 unterlag ihr Team zunächst zusammen mit Gregory Helms, Mike Knox und Johnny Nitro dem Team D-X (Tripel H, Shawn Michaels, Hardy Boyz & CM Punk) in einem Survivor Serie-Ausscheidungsmatch, jedoch durften sie später den World Tag Team-Titel erhalten. Copeland wurde damit alleiniger Rekordhalter dieses Titels. Bei RAW, am 29. Januar 2007, mussten sie die Gürtel allerdings an John Cena & Shawn Michaels abgeben. Weitere Versuche, die Titel zurückzugewinnen, scheiterten, woraufhin das Team aufgelöst wurde.
Bei WrestleMania 23 nahm Copeland erneut am Money In The Bank-Match teil, konnte jedoch nicht gewinnen, da er durch eine Aktion von Jeff Hardy mit der Leiter lt. Storyline verletzt und aus dem Match genommen wurde. Der Sieg in diesem Match ging letztlich an Mr. Kennedy, den Copeland jedoch am 7. Mai 2007 besiegen und diesem somit den Money in the Bank-Koffer abnehmen konnte. Grund des Koffergewinns war eine Verletzung von Kennedy, die ihn einige Zeit lang außer Gefecht setzte.
Einen Tag später bei den Aufzeichnungen zu SmackDown! löste Copeland den Koffer ein, in dem er die World Heavyweight Championship vom Undertaker gewann. Dieser bestritt zuvor ein Steelcage-Match gegen Batista und wurde danach von Mark Henry attackiert. Der Hintergrund des Titelgewinns war, ähnlich wie bei Kennedy, eine Verletzung des Undertaker. Dadurch wechselte Copeland wieder zu SmackDown!, außerdem festigte er mit diesem, erneut überraschenden und von einer Schwächung seines Gegners profitierenden Titelgewinn sein Image als „Ultimate Opportunist“. Aufgrund einer Brustmuskel-Verletzung musste er den Titel am 17. Juli 2007 abgeben, welchen anschließend The Great Khali gewann.

#### La Familia (2007–2009)

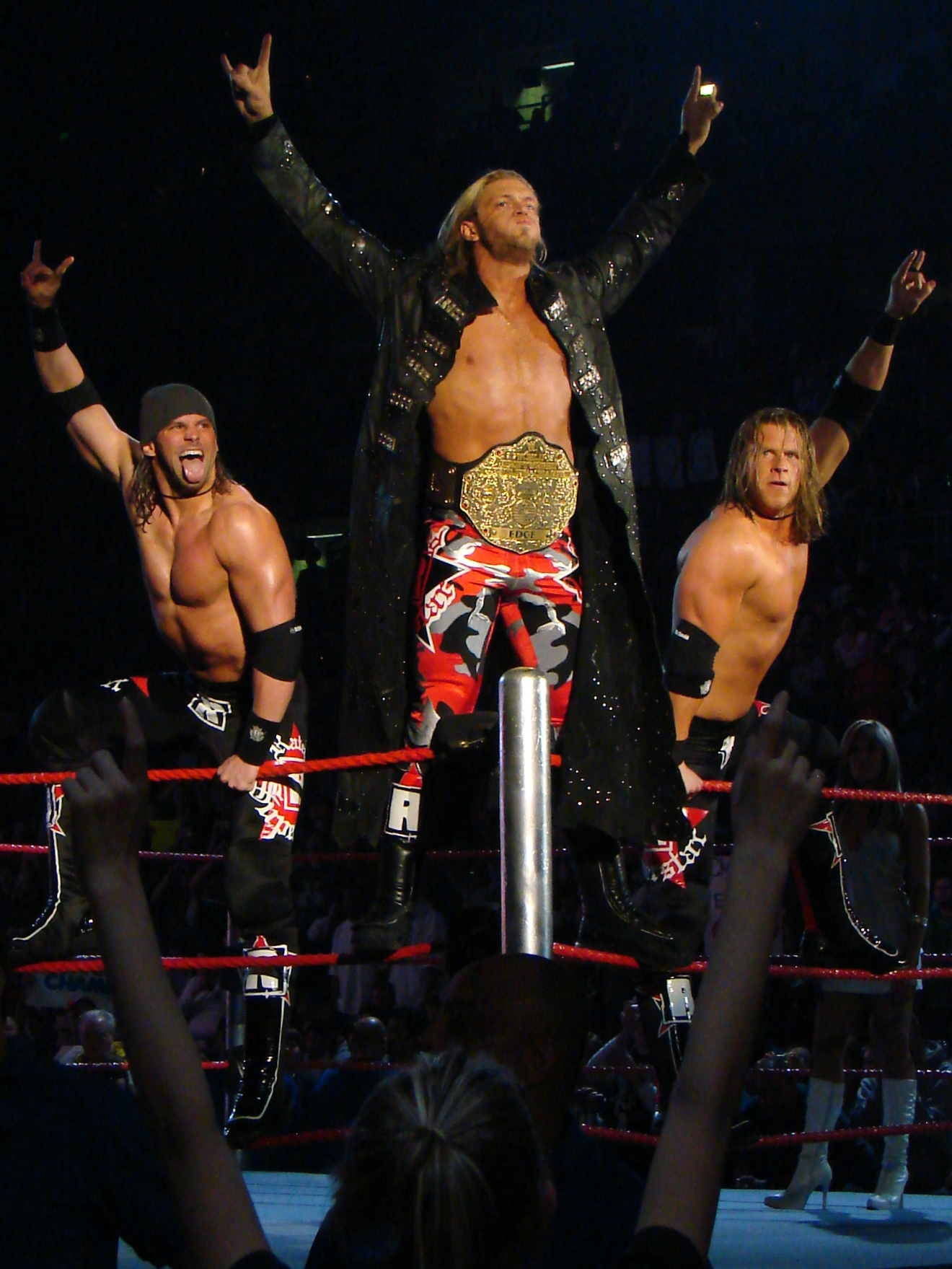
World Heavyweight Champion Edge bei Raw im März 2008

Nach seinem Comeback bei der Survivor Series durfte Copeland beim PPV Armageddon am 16. Dezember 2007 den Titel wieder gewinnen. Daraufhin wurde die Gruppierung La Familia gegründet, zu der neben Copeland auch seine „Freundin“ Vickie Guerrero, Chavo Guerrero, Bam Neely, Zack Ryder und Curt Hawkins gehörten. Bei WrestleMania 24 im Mainevent musste er den Titel wieder an den Undertaker abgeben. Bei der Veranstaltung One Night Stand am 1. Juni 2008 ließ man ihn den Titel zurückgewinnen. Am 30. Juni 2008 musste er in RAW seinen Titel an CM Punk abgeben.
Nach einer Pause ab August 2008 durfte Copeland am 23. November 2008 bei der Survivor Series die WWE Championship von Triple H erringen. Am 14. Dezember 2008 musste er diese bei der Veranstaltung Armageddon wieder an Jeff Hardy abgeben, durfte sie sich aber am 25. Januar 2009 beim Royal Rumble zurückholen. Am 15. Februar 2009 musste er bei der Großveranstaltung WWE No Way Out die WWE Championship an Triple H abgeben. 2 Stunden darauf erhielt Copeland den World Heavyweight Championship-Titel gegen John Cena. Diesen Titel musste er jedoch bei WrestleMania 25 wieder an John Cena abtreten. Er durfte den Titel erneut bei Backlash in einem Last Man Standing-Match gegen John Cena erringen. Am 7. Juni 2009 musste er den Titel nach einem Leiter-Match bei der WWE-Großveranstaltung Extreme Rules an Jeff Hardy abgeben.
Beim PPV The Bash 2009 durfte er mit seinem neuen Tag-Team-Partner Chris Jericho die WWE Unified Tag Team Championship erringen. Copeland zog sich kurze Zeit später einen Achillessehnenriss zu.

#### RekordWorld Heavyweight Championund verletzungsbedingtes Karriereende (2010–2011)

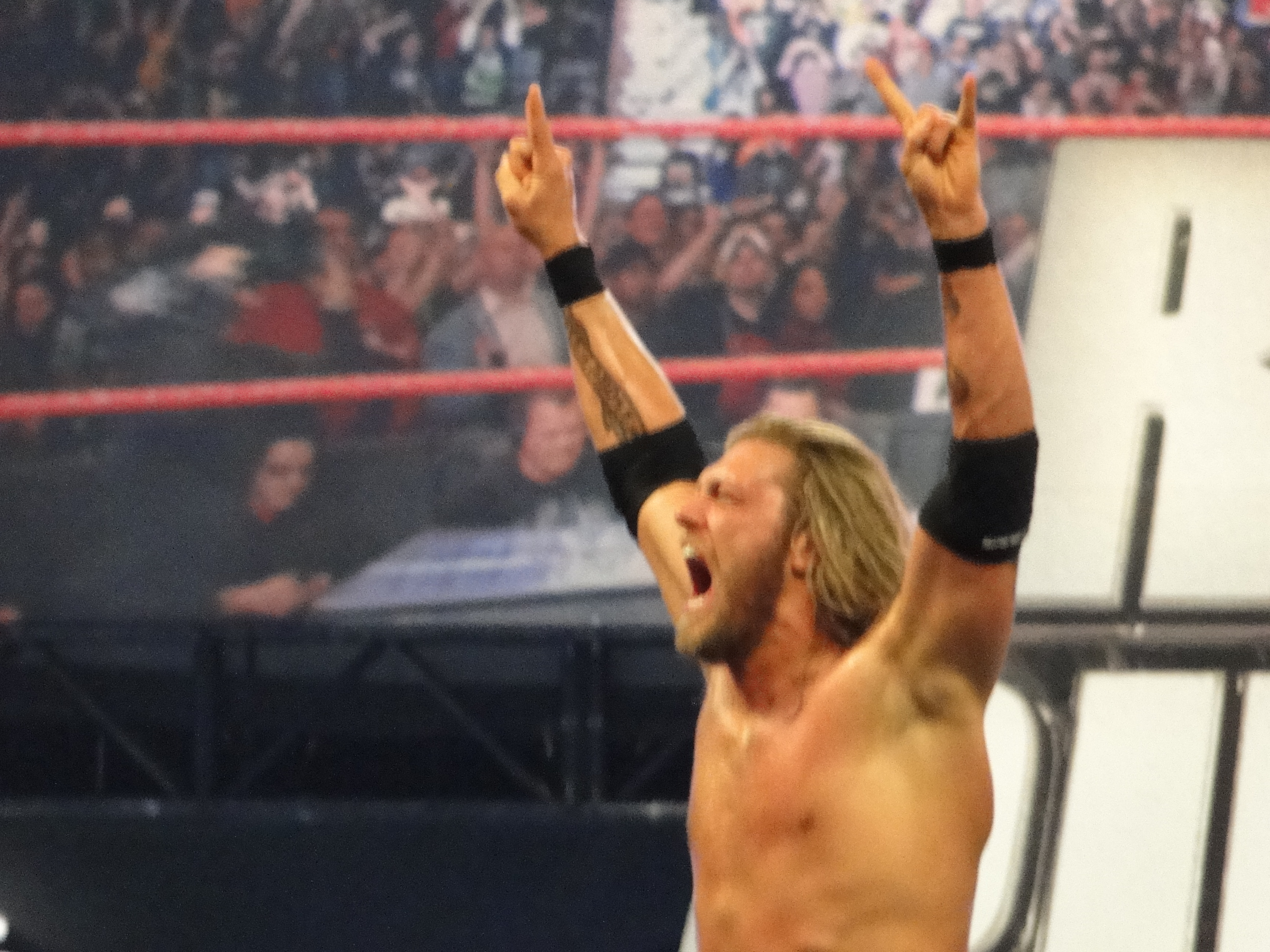
Edge, nachdem er das 2010-Royal-Rumble-Match gewonnen hatte

Beim Royal Rumble am 31. Januar 2010 kehrte Copeland zurück, welchen er auch gewinnen durfte. Nach einer Fehde gegen seinen ehemaligen Partner Jericho wechselte er durch den WWE Draft 2010 wieder zu RAW, wurde aber im Herbst 2010 wieder zurück zu SmackDown geschickt.
Am 20. Dezember 2010 durfte er beim PPV TLC: Tables, Ladders & Chairs im gleichnamigen Match zum sechsten Mal den World Heavyweight Champion-Titel von Kane gewinnen.
Am 15. Februar 2011 erkannte Vickie Guerrero in ihrer Eigenschaft als Interims-General Manager von SmackDown den World Heavyweight Championship aufgrund des Einsatzes des Spear, den sie Copeland zuvor verboten hatte, gegen Dolph Ziggler ab und übergab diesem den Titel später bei den TV-Tapings zu SmackDown. Am selben Abend besiegte Copeland Ziggler, nachdem der eigentliche General Manager Thedore Long zurückgekehrt war und ihn wieder eingestellt hatte, in einem Match und erhielt den Titel zurück. Anschließend bildete er wieder eine Allianz mit Christian gegen Alberto Del Rio, Brodus Clay und Ricardo Rodriguez. Bei WrestleMania 27 verteidigte Copeland den Titel erfolgreich gegen Del Rio. Dies war sein letztes Match, da Copeland am 11. April 2011 überraschend bei RAW seinen verletzungsbedingten Rücktritt aufgrund einer Spinalkanalstenose verkündete.
Mit bis zu diesem Zeitpunkt über 30 Titelregentschaften hält Adam Copeland den Rekord mit den meisten Titelgewinnen bei der WWE.

#### Aufnahme in dieHall of Fameund vereinzelte Auftritte (2012–2019)
Am 9. Januar 2012 wurde bekannt, dass Copeland in die WWE Hall of Fame aufgenommen wird. Dies geschah am 31. März 2012, womit er der bisher jüngste in die WWE Hall of Fame eingeführte Wrestler ist.
Beim SummerSlam am 11. August 2019 unterbrach Copeland Elias’ Auftritt und führte seinen Finishing Move Spear aus. Dies war das erste Mal seit seinem Rücktritt im Jahr 2011, dass er einen Wrestling Move ausführte. Dies löste Gerüchte aus, dass Copeland eine Ringfreigabe erhalten hatte, was er aber bestritt.

#### Rückkehr zum Ring und zweiter Royal Rumble Sieg (2020–2022)
Beim Royal Rumble am 27. Januar 2020 kehrte Copeland überraschend nach fast neun Jahren wieder zu einem Match in den Ring zurück. Er startete mit der Nummer 21 ins Match und eliminierte AJ Styles, Luke Gallows und Randy Orton, bevor er als Vorletzter von Roman Reigns eliminiert wurde. Danach startete er eine längere Fehde gegen Montel Vontavious Porter. Im März bauten sich Spannungen zwischen Copeland und seinem ehemaligen Partner Randy Orton auf, die in einem Last Man Standing-Match bei Wrestlemania 36 mündeten, welches Copeland gewann. Dem folgte ein als The Greatest Wrestling Match Ever bezeichnetes Main-Event bei Backlash, dieses verlor er jedoch. In diesem Match erlitt er einen Trizepsriss und musste daraufhin eine längere Pause einlegen.
Am 31. Januar 2021 kehrte er zurück und nahm am Royal Rumble Match teil. Er startete als Nummer 1 und gewann das Match am Ende, indem er Randy Orton eliminierte. Mit diesem Sieg forderte er Roman Reigns um die WWE Universal Championship bei WrestleMania 37 heraus. Das Match konnte er jedoch nicht gewinnen. Nach diesem Match wurde er aus den Shows genommen. Am 25. Juni 2021 kehrte er in die Shows zurück und attackierte Roman Reigns. Später wurde dann bekannt gegeben, dass er eine weitere Chance auf die WWE Universal Championship erhalten wird. Dieses Match erhielt er bei Money in the Bank 2021 am 18. Juli 2021. Dieses konnte er jedoch nicht gewinnen. Am 21. August 2021 bestritt er beim SummerSlam 2021 ein Match gegen Seth Rollins, dieses gewann er. Am 1. Oktober 2021 wurde er beim WWE Draft zu Raw gedraftet.

#### The Judgment Day und letzte Fehden (2022–2023)
Am 3. April 2022 bestritt er bei WrestleMania 38 ein Match gegen AJ Styles, dieses gewann er, nachdem Damian Priest für Ablenkung gesorgt hatte. Am 8. Mai 2022 bei WrestleMania Backlash (2022) offenbarte sich Rhea Ripley als weitere Verbündete von ihm.
Am 5. Juni 2022 bestritt er zusammen mit Priest und Ripley bei Hell In A Cell (2022) ein Six-Person-Mixed-Tag-Team-Match gegen AJ Styles, Finn Bálor und Liv Morgan, das Match gewannen sie. Am 6. Juni 2022 wurde er aus der Gruppe geworfen, nachdem Bálor ihn abgefertigt hatte. Beim SummerSlam 2022 kehrte er zurück und verhalf den Mysterios zum Sieg gegenüber Judgement Day. Bei WrestleMania 39 besiegte er Finn Bálor in einem Hell in a Cell Match.
Am 11. August 2023 bei Smackdown in seiner Heimatstadt Toronto besiegte er Sheamus. Schon im Vorfeld hatte Edge verkündet, dass sein Vertrag auslaufen würde und ließ durchblicken, dass dies sein vorläufig letztes Match bei WWE sein werde.

### All Elite Wrestling (seit 2023)
Am 1. Oktober 2023 gab Copeland unter seinem bürgerlichen Namen sein Debüt bei All Elite Wrestling (AEW). Christian Cage, Luchasaurus und Nick Wayne attackierten nach dem Main Event des ersten WrestleDream-Pay-Per-Views Darby Allin, der zuvor ein Match um die TNT-Championship gegen Cage verloren hatte, und Sting, der Darby zur Hilfe eilte. Copeland unterbrach das Geschehen und stellte sich auf die Seite von Sting und Darby.

## Außerhalb des Wrestlings
Neben Wrestling war Copeland auch in dem Fantasyfilm Highlander: Endgame und Bending the Rules zu sehen. Er hatte Gastauftritte in Fernsehsendungen wie Weakest Link, Mind of Mencia, Deal oder No Deal und The Flash. Er erschien in der Syfy-Serie Haven als Dwight Hendrickson und spielt seit der fünften Staffel von Vikings die Rolle des Ketill Flatnose. 2016 spielte er die Hauptrolle im Film Interrogation – Deine Zeit läuft ab!.

## Privatleben
Copeland wurde von seiner 2018 verstorbenen Mutter allein aufgezogen, über seinen Vater ist auch ihm selbst nichts bekannt. Mit Jason Reso (Christian Cage) verbindet ihn seit seiner frühen Jugend eine bis heute andauernde, enge Freundschaft. Copeland war in erster Ehe mit Sean Morleys Schwester Alannah verheiratet (2001–2004), sowie, bis zum Bekanntwerden seiner Affäre mit Amy Dumas, in zweiter Ehe mit Lisa Ortiz (2004–2005). Dumas und Copeland traten bis zu Dumas’ Karriereende im November 2006 weiterhin als Paar im WWE-TV in Erscheinung und heirateten auch lt. Storyline, die private Beziehung war zu dieser Zeit jedoch bereits wieder beendet. Am 30. Oktober 2016 heiratete Copeland die ehemalige WWE Diva Elizabeth Kocianski, besser bekannt als Beth Phoenix. Das Paar hat zwei Töchter (2013 & 2016).
Sein Name erschien am 31. August 2007 auf einer Liste von Wrestlern, die angeblich verschiedene Medikamente bei einer Firma namens Signature Pharmacy bestellt haben sollten. Da er ohnehin verletzt war, fiel eine daraus resultierende 30-tägige Suspendierung nur insofern ins Gewicht, als er auf ein Fixgehalt verzichten musste.

## Filmografie
- 2000: Highlander: Endgame
- 2011: Sanctuary – Wächter der Kreaturen (Sanctuary, Serie, 2 Episoden)
- 2011–2015: Haven (Serie, 42 Episoden)
- 2012: Bending the Rules
- 2015: The Flash (Serie, Episode 2x01)
- 2015: The Resurrection of Jake the Snake Roberts (Dokumentarfilm)
- 2016: Interrogation – Deine Zeit läuft ab! (Interrogation)
- 2016: Private Eyes (Serie, Episode 1x07)
- 2017–2020: Vikings (Serie, 12 Episoden)
- 2020: Money Plane – Raubzug über den Wolken (Money Plane)
- 2024: Percy Jackson: Die Serie (Percy Jackson and the Olympians, Fernsehserie, 3 Episoden)

## Titel und Auszeichnungen
- All Elite Wrestling
  - AEW TNT Championship (2×)

- Canadian Wrestling Association

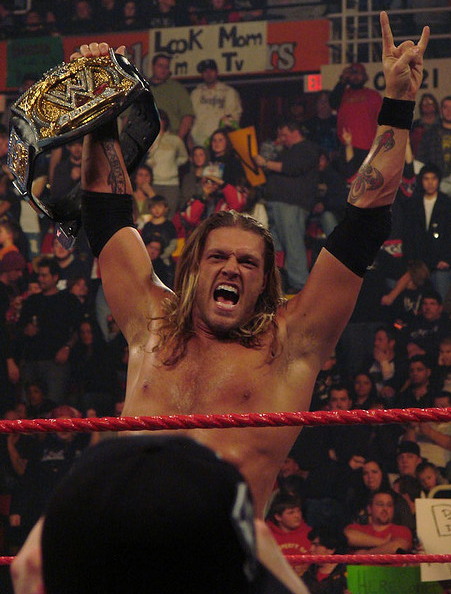
Edge beim Royal Rumble 2009, nachdem er seine vierte WWE Championship errungen hatte

  - CWA North American Championship (1-mal)

- Insane Championship Wrestling
  - ICW Street Fight Tag Team Champion (2-mal mit Christian Cage)
  - ICW Mid-West Unified Tag Team Champion (1-mal mit Joe E. Legend)

- Pro Wrestling Illustrated
  - Comeback of the Year (2004)
  - Feud of the Year (2005 mit Lita gegen Matt Hardy)
  - Feud of the Year (2006 gegen John Cena)
  - Match of the Year (2000, 2001 mit Christian gegen The Dudley Boyz und The Hardy Boyz)
  - Most Hated Wrestler of the Year (2006)
  - Most Improved Wrestler of the Year (2001)

- World Wrestling Entertainment
  - WWE Championship (4×)
  - World Heavyweight Championship (7×)
  - WWE Intercontinental Championship (5×)
  - WCW United States Championship (1×)
  - World Tag Team Championship (12×) – mit Christian (7), Chris Benoit (2), Hulk Hogan (1), Randy Orton (1) und Chris Jericho (1)
  - WWE Tag Team Championship (2×) – mit Rey Mysterio (1) und Chris Jericho (1)
  - Royal Rumble (2010, 2021)
  - King of the Ring (2001)
  - Money in the Bank (2005, 2007)
  - Hall of Fame (Class of 2012)[20]
  - Grand Slam Champion
  - Triple Crown Champion